# Накахама Манџиро
Накахама Манџиро (транслит. ; Нака но хама, 27. јануар 1827 — 12. новембар 1898) познат и као Џон Манџиро (или Џон Мунг). био је један од првих Јапанаца који су посетили САД и преводилац током периода отварања граница у Јапану.

## Путовање за Америку
Од детињства, Манџиро је био рибар у свом селу Нака-но-хама у провинцији Тоса (данас, префектура Кочи). Као четраестогодишњак, са својих четворо пријатеља (Гоемон, Дензо, Тораемон и Јусуке) доживљава несрећу на мору 1841. године па бивају насукани на острво Торишиму, где их је спазио и покупио амерички брод китоловац „Џон Ховланд“ са капетаном Вилијамом Вајтфилдом. Путујући, стигли су до Хонолулуа у Хавајима ће његова четири друга остати док Манџиро наставља своје путовање даље до Америке. Након доласка у САД, капетан Вајтфилд представља Манџира Џејмсу Акину који га уписује у Оксфордову школу у граду Ферхевену у Масачусетсу. Тамо годину дана учи енглески и навигацију па потом као шегрт бачвара одлази на китоловачки брод „Френклин“ (капетан Ира Дејвис). Након пловидбе по јужним морима, „Франклин“ допловљава у Хонолулу где Манџиро у октобру 1847. среће своје старе другаре. Ниједан од њих није успео да се врати у Јапан будући да је земља била затворена услед изолационе политике, сакоку. За кршење ове забране, казна је била смрт.
Када се капетан, услед немогућности даљег вођења, повукао у Манилу, посада је изабрала новог капетана па је Манџиро унапређен у харпунера. Када су у септембру 1849. коначно дошли до краја пута Манџиро је био богатији за 350 долара у џепу. Са тим новцем одлази у Калифорнију привучен златном грозницом. У Сан Франциско стиже у мају 1850, где се укрцава на пароброд на реци Сакраменто преко које одлази за планине. За пар месеци зарадиће око 600 долара а охрабрен тиме решава да пронађе начин да се врати за Јапан.

## Повратак у Јапан
Када је Манџиро по трећи пут дошао у Хонолулу и нашао своје другове, само су двојица била вољна да се врате у Јапан. Тораемон је сматрао да је одлазак сувише ризичан а Јусуке је у међувремену умро од срчаних проблема. Купивши једну врсту једрилице под називом „Авантура“, стациониране на барки „Сара Бојд“ са поклонима људи из Хонолулуа, кренули су на путовање до Јапана. Путовање је трајало нешто више од месец дана, од 17. децембра 1850. до 2. фебруара 1851. када су коначно допловили до Окинаве. Сва тројица су одмах притворена али се због радозналости и великог подухвата са њима поступало уљудно и достојанствено. Након неколико месеци испитивања, коначно су пуштени у Нагасакију одакле се Манџиро вратио за своју родну Тосу где га је феудални лорд области Јамаучи Тојошиге наградио државном пензијом. Као значајан извор информација о спољном свету, Манџиро је награђен позицијом нижег владиног службеника.
У септембру 1853. Манџиро је позван у Едо (садашњи Токио) на испитивање где је добио статус хатамота (самураја који одговара директно шогуну) а као симбол тог статуса дозвољено му је да носи два мача за појасом (нешто што је било дозвољено само самурајској класи) и да изабере себи презиме, што он то и ради, додељујући себи презиме Накахама по свом родном селу.

## Услуге каохатамото
Манџиро је детаљно описао своја путовања Токугава шогунату чији се примерак и даље чува у Националном музеју у Токију. Када је у јулу 1852, адмирал Метју Пери дошао у Јапан са својим „црним бродовима“ тражећи, под претњом силе, престанак политике изолације, Манџиро је постао један од преводилаца за шогунат у преговорима која су уследила током потписивања споразума из Канагаве.
Године 1860, Накахама Манџиро постаје део Јапанске делегације за посету САД, где је требало да буде преводилац енглеског језика. Група је путовала на првом јапанском парном броду "Канрин мару" који је наручен и купљен од холандских бродоградитеља. Због Јапанске политике изолације, посада је имала мало пловног прекоокеанског искуства па су при уласку у олују, њен капетан Кацу Каишу, адмирал Кимура и већина посаде оболела од морске болести. Током тог периода Манџиро је преузео управљање бродом и довео брод безбедно у луку.
Десет година касније, 1870, током Француско-пруског рата, Манџиро је студирао војне науке у Европи. По њеном завршетку, на путу кући, свратио је у Америку и посетио свог старог капетана Вајтфилда. По повратку у Јапан постаје професор на Токијском универзитету.

## Завештање
Манџирово знање и искуство утицало је на то да Шогунат започне просец модернизације своје морнарице. У међувремену, преводио је са енглеског на јапански приручнике за пловидбу, а подучавао је друге енглеским језиком, навигацијом и техникама китолова. Наводно је допринео у конструкцији јапанског ратног брода „Шохеи Мару“.
У приватном животу, венчавао се три пута и имао седморо деце. Године 1918, његов најстарији син, др. Накахама Тоичиро, поклонио је вредан самурајски мач граду Ферхевену као захвалност што је пружио уточиште његовом оцу у тешким данима. Мач је изложен у библиотеци града а тамо је стојао чак и у времену Другог светског рата када су две државе биле на супротним странама.
Међу својим осталим остварењима може се рећи да је Манџиро вероватно прва јапанска особа која се возила возом, паробродом, била официр на америчком броду и командовао транспацифичким путовањем.
Постоји велика статуа Џона Манџира у парку Ашизури у Шикоку али његов гроб није сачуван будући да неповратно уништем током бомбардовања у Другом светском рату. У Ферфевену, дом Вилијама Вајтфилда реновиран је у музеј са акцентом на период Накахаме Манџира.
Планета патуљак 4841 Манџиро названа је по њему.